# Оно (психология)
Оно, иногда Ид (лат. id, англ. it, нем. Es — это) в психоанализе является одной из структур, описанных Фрейдом. Являет собой бессознательную часть психики, совокупность инстинктивных влечений.
Латинское слово Ид было введено как аналог английского Ит, использованного переводчиками Фрейда, чтобы перевести его немецкое «das Es».  Равным образом, и русский психоаналитический термин «Оно» является только переводом или своеобразной языковой адаптацией с латыни и немецкого.

## История термина
Психоаналитический термин «Оно» (нем. das Es) Фрейд заимствовал у немецкого врача Георга Гроддека для отделения и обозначения неорганизованных частей психического аппарата человека. Английские переводчики Гроддека обычно предпочитали «the IT», откуда впоследствии выросло латинское ID и русское ОНО.
По мнению Фрейда, человек есть замкнутая энергетическая система; количество энергии у каждого человека постоянно. Будучи бессознательным и иррациональным, «Оно» подчиняется принципу удовольствия, то есть понижение неудовольствия является целью процессов, протекающих в «Оно». В широком смысле слова, Ид включает в себя все желания, порождаемые восприятием и воспоминаниями об удовлетворении основных физиологических потребностей. В «Очерке психоанализа» Фрейд отмечает:
Наиболее архаичную из психических провинций (инстанций) мы называем сферой Оно; содержанием её является всё, что нами унаследовано, присутствует с самого рождения и напрочь укоренено в нашей конституции. А это, прежде всего влечения, берущие своё происхождение в теле и находящие тут для себя проявления в неизвестных для нас формах.
Фрейд в своих работах подчеркивает, что Оно — «тёмная, недоступная часть нашей личности. Люди подходят к Оно через аналогии: называют его хаосом, бурлящим котлом возбуждений». Некоторые другие важные допущения Фрейда относительно Оно заключались в том, что Оно функционирует на основе первичного психического процесса, содержит свободную подвижную энергию и действует в соответствии с принципом удовольствия. Эти допущения делают Оно подверженным всем противоречиям, сопряженным с теорией влечений, представлениями о психической энергии, экономическим подходом.